# Shoshana Zuboff
Shoshana Zuboff (18 november 1951) is een Amerikaans auteur en hoogleraar aan de Harvard Business School. In haar werk introduceerde zij verschillende nieuwe concepten zoals 'toezichtskapitalisme' of 'surveillancekapitalisme', 'instrumenterende macht', 'de kennisverdeling in de maatschappij' (naar analogie met arbeidsverdeling), 'actie-economie', 'middelen voor gedragssturing', 'informatiebeschaving', 'computer-gemedieerd werk', de 'automatiseren-informeren-dialectiek' 'arbeidsabstractie' en 'individualisering van consumptie '.

## Biografie
Zuboff doctoreerde in de sociale psychologie aan de Harvard-universiteit, en behaalde een Bachelor of Arts in de filosofie aan de Universiteit van Chicago. In 1981 werd zij als een van de eerste vrouwen gewoon hoogleraar aan de Harvard Business School. In 2014-2015 werd zij nog buitengewoon hoogleraar aan de Harvard Law School en het Berkman Klein Center for Internet & Society. Professor Zuboff is gehuwd met James Maxmin, heeft twee kinderen en woont in Maine, VS. Zij is thans met emeritaat. Zuboff publiceerde een hele reeks wetenschappelijke artikelen, en daarnaast ook columns en bijdragen voor onder meer Fast Company, Business Week en de Frankfurter Allgemeine Zeitung.

## The Age of Surveillance Capitalism
Zuboff stelde in 2014 haar concept “toezichtskapitalisme” ('surveillancekapitalisme') voor als een volkomen nieuwe vorm van economische marktwerking en kapitaalaccumulatie. Het concept, "A Digital Declaration", werd gepubliceerd in de Frankfurter Allgemeine Zeitung. Na nog een bekroond artikel in 2015  ontwikkelde zij het concept tot een bestseller, The Age of Surveillance Capitalism: The Fight for a Human Future at the New Frontier of Power, gepubliceerd in 2018.  Zuboffs “toezichtskapitalisme” als een “malafide mutatie van het kapitalisme” is een basisconcept geworden voor het duiden van big data en voor wat zij beschouwt als een economisch systeem, gebaseerd op commerciële surveillance. Zij argumenteert voorts dat reguleringen inzake gegevensbescherming en monopolievorming geen afdoende bescherming bieden tegen deze nieuwsoortige praktijken van het toezichtskapitalisme. Zij beschouwt het systeem als een zowel economische als sociale logica. In haar boek introduceert zij ook het begrip “instrumenterende macht” (instrumentarian power), in tegenstelling tot totalitaire macht. Deze instrumenterende macht is het gevolg van de ongebreidelde praktijken van surveillancekapitalisten, die de individuele autonomie bedreigen, en meteen ook de democratie. Veel van de actuele maatschappelijke problemen zoals het ondermijnen van de privacy en de zogenoemde “privacy paradox”, gedragsmanipulatie, fake news, alomtegenwoordige tracking, het tekortschieten van wetgeving en regulering, beleid op basis van algoritmes, sociale mediaverslaving, het afkalven van de mensenrechten, het destabiliseren van democratieën, en andere, worden in dit licht geherinterpreteerd en geduid door de lens van de economische en sociale dwang van het toezichtskapitalisme. 
In interviews noemt Zuboff steevast Google en Facebook, als voorbeelden van deze malafide vorm van toezichtskapitalisme.

## In the Age of the Smart Machine
In 1988 verscheen haar boek In the Age of the Smart Machine: The Future of Work and Power, een onderzoek naar het effect van de informatietechnologie op de werkvloer. Aandacht wordt besteed aan het belang van kennis, gezag en macht in het IT-gebeuren, dat zowel een informatiserings- als een automatiseringstechnologie is. Verdere thema’s zijn onder meer de abstractie en intellectuele vereisten van informatica-gerelateerde arbeid, het “informatie-panopticum” als een uitdaging van het gezag van managers, de sociale constructie van technologie, de verschuiving van een arbeidsdeling naar een “kennisdeling” en de inherent collaboratieve patronen van informatiewerk.  

## The Support Economy
Deze publicatie, met James Maxmin als mede-auteur, was het resultaat van multidisciplinair onderzoek in geschiedenis, sociologie, managementwetenschappen en economie. The Support Economy: Why Corporations Are Failing Individuals and the Next Episode of Capitalism stelt vast dat de nieuwe structuur van de vraag, als gevolg van de 'individualisering van de consumptie' allerlei tekorten heeft veroorzaakt op velerlei gebieden, met name in de toenemende kloof tussen individuen en de commerciële organisaties waar zij van afhankelijk zijn. Het boek is geschreven in 2004, voor de introductie van de iPod of de massale penetratie van het internet. Volgens de auteurs had de welvaartscreatie in een geïndividualiseerde samenleving behoefte aan nieuwe digitale mogelijkheden om een 'gedistribueerd kapitalisme' mogelijk te maken. Zulks vereist op zijn beurt een verschuiving van focus, weg van schaalvoordelen, accumulatie en concentratie van activa, centrale controle en anonieme transacties in de 'organisatieruimte' en naar support-georiënteerde relaties in een 'individuele ruimte', met producten en diensten die ontworpen en gedistribueerd worden om aan individuele wensen en noden te voldoen.